# The Morning Bulletin
The Morning Bulletin es un periódico diario que presta servicios a la ciudad de Rockhampton y las áreas circundantes del centro de Queensland, Australia.
El periódico se imprime todos los días de lunes a sábado y contiene noticias locales, de entretenimiento e información. Es el único periódico diario que sirve a la región central de Queensland. The Morning Bulletin es parte de News Corp Australia la red News Regional Media. Emplea a más de 100 personas y tiene formato tabloide. A partir de 2013, tiene una circulación de 14 700 de lunes a viernes y una circulación de sábado de 20 200.